# العلاقات الصربية الكندية
العلاقات الصربية الكندية هي العلاقات الثنائية التي تجمع بين صربيا وكندا.

## مقارنة بين البلدين
هذه مقارنة عامة ومرجعية للدولتين:
| وجه المقارنة                                              | صربيا                                                      | كندا                     |
| --------------------------------------------------------- | ---------------------------------------------------------- | ------------------------ |
| المساحة (كم2)                                             | 88.36 ألف                                                  | 9.98 مليون               |
| عدد السكان (نسمة)                                         | 7.02 مليون                                                 | 35.70 مليون              |
| الكثافة السكانية (ن./كم²)                                 | 79.45                                                      | 3.58                     |
| العاصمة                                                   | بلغراد                                                     | أوتاوا                   |
| اللغة الرسمية                                             | اللغة الصربية                                              | لغة إنجليزية، لغة فرنسية |
| العملة                                                    | دينار صربي                                                 | دولار كندي               |
| الناتج المحلي الإجمالي (بليون دولار)                      | 41.43 مليار                                                | 1.65 تريليون             |
| الناتج المحلي الإجمالي (تعادل القوة الشرائية) بليون دولار | 100.13 مليار                                               | 1.59 تريليون             |
| الناتج المحلي الإجمالي الاسمي للفرد دولار أمريكي          | 5.24 ألف                                                   | 43.25 ألف                |
| الناتج المحلي الإجمالي للفرد دولار أمريكي                 | 13.59 ألف                                                  | 45.07 ألف                |
| مؤشر التنمية البشرية                                      | 0.771                                                      | 0.913                    |
| رمز المكالمات الدولي                                      | +381                                                       | +1                       |
| رمز الإنترنت                                              | .rs، .срб ‏                                                 | .ca                      |
| المنطقة الزمنية                                           | توقيت وسط أوروبا، ت ع م+01:00، ت ع م+02:00، أوروبا/بلغراد ‏ |                          |

## منظمات دولية مشتركة
يشترك البلدان في عضوية مجموعة من المنظمات الدولية، منها:
| علم المنظمة | اسم المنظمة                               | تاريخ انضمام صربيا | تاريخ انضمام كندا |
| ----------- | ----------------------------------------- | ------------------ | ----------------- |
|             | مؤسسة التنمية الدولية                     | 25 فبراير 1993     | 24 سبتمبر 1960    |
|             | منظمة الأمن والتعاون في أوروبا            | 3 يونيو 2006       | 25 يونيو 1973     |
|             | المنظمة الهيدروغرافية الدولية             | ?                  | ?                 |
|             | مؤسسة التمويل الدولية                     | 25 فبراير 1993     | 20 يوليو 1956     |
|             | منظمة حظر الأسلحة الكيميائية              | ?                  | ?                 |
|             | الأمم المتحدة                             | 1 نوفمبر 2000      | 9 نوفمبر 1945     |
|             | الاتحاد الدولي للاتصالات                  | 1 يونيو 2001       | 1 يوليو 1908      |
|             | منظمة الشرطة الجنائية الدولية             | ?                  | ?                 |
|             | البنك الدولي للإنشاء والتعمير             | 25 فبراير 1993     | 27 ديسمبر 1945    |
|             | الاتحاد البريدي العالمي                   | ?                  | ?                 |
|             | المركز الدولي لتسوية المنازعات الاستشارية | 8 يونيو 2007       | 1 ديسمبر 2013     |
|             | وكالة ضمان الاستثمار متعدد الأطراف        | 19 مارس 1993       | 12 أبريل 1988     |
|             | يونسكو                                    | 20 ديسمبر 2000     | 4 نوفمبر 1946     |
|             | الفريق المعني برصد الأرض                  | ?                  | ?                 |
|             | مجموعة الموردين النوويين                  | ?                  | ?                 |

## أعلام
هذه قائمة لبعض الشخصيات التي تربطها علاقات بالبلدين:
- بن مولروني (9 مارس 1976 – )
- دان بيترونجيفيك (ممثل كندي، 28 مارس 1981 – )
- دانييل نيستور (لاعب كرة مضرب كندي صربي، 4 سبتمبر 1972 – )
- ديان دجاكوفيتش (لاعب كرة قدم كندي، 16 يوليو 1985[21] – )
- ستانا كاتيك (ممثلة أمريكية، 26 أبريل 1978 – )
- ستيفان ناستيتش (لاعب كرة سلة صربي، 22 نوفمبر 1992 – )
- ستيفان يانكوفيتش (4 أغسطس 1993 – )
- ستيفاني سكربا (لاعبة كرة سلة كندية، 13 أبريل 1987 – )
- فرانك دانسيفيك (لاعب كرة مضرب كندي، 26 سبتمبر 1984 – )
- فيليمير رادينوفيتش (لاعب كرة سلة كندي، 17 يناير 1981 – )
- لوليتا دافيدوفيتش (15 يوليو 1961[22][23][24] – )
- لينور زان (22 نوفمبر 1959[25] – )
- ميك دوبود (ممثل كندي، 10 يونيو 1968 – )
- ميلان بوريان (لاعب كرة قدم صربي، 23 أكتوبر 1987[26] – )
- ميلوش راونيتش (لاعب كرة مضرب كندي، 27 ديسمبر 1990 – )

## وصلات خارجية
- موقع وزارة الخارجية الصربية
- موقع وزارة الخارجية الكندية